# Bratnia Pomoc
Bratnia Pomoc (AFI: ['bratɲa 'pɔmɔt͡s]; «Ayuda Fraternal» en polaco), también conocida como Bratniak, fue una asociación estudiantil polaca de ayuda mutua. Se creó en 1859 en la Universidad Jagellónica. Treinta años después, en 1889, se creó otra filial en la Universidad de Varsovia.

## Historia
El objetivo inicial de Bratnia Pomoc era el de ayudar a los estudiantes de familias con pocos recursos proporcionándoles préstamos y becas. Además, sus miembros organizaban cafeterías económicas para aquellos que no pudieran permitirse comidas más caras. Bratnia Pomoc también contribuyó a las iniciativas para educar a la población de los pueblos y aldeas de Polonia y obstaculizar su rusificación y germanización.

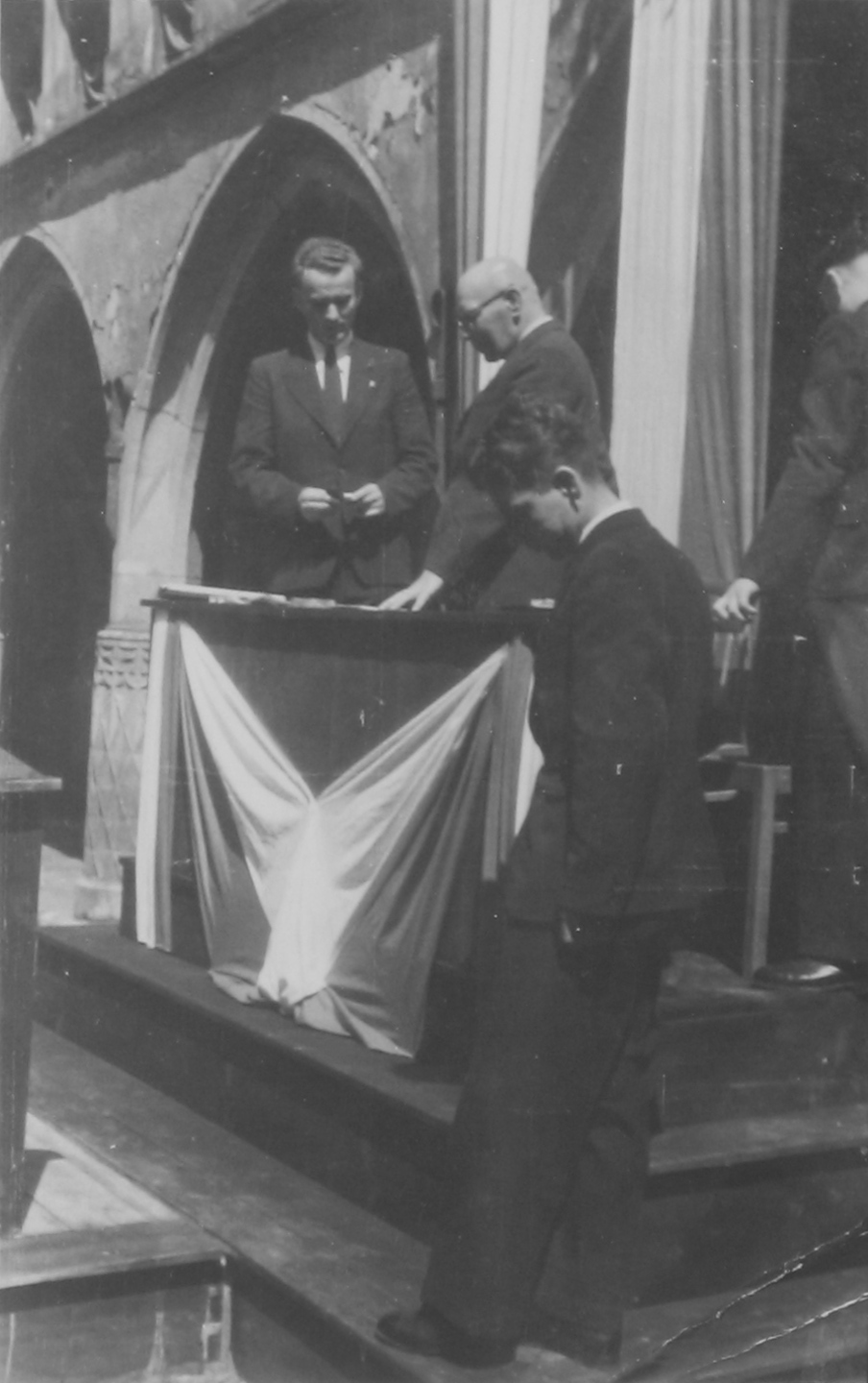
Otra fotografía de celebraciones de Bratniak en la Universidad Jagellónica en mayo de 1947.

Durante el periodo de entreguerras, Bratnia Pomoc tuvo sedes en la mayoría de universidades de Polonia, como la Universidad de Varsovia, la Universidad Jagellónica y la Universidad Jan Kazimierz de Lwów (Leópolis). Fuera de Polonia, también estuvo activa en la Ciudad Libre de Danzig y atendió a los estudiantes de la Escuela Técnica Superior de la Ciudad Libre de Danzig, actual Universidad Tecnológica de Gdansk. Sin embargo, durante los años 30, la mayor parte de las filiales de Bratnia Pomoc estuvo dominada por la nacionalista Liga Académica «Juventud de Toda Polonia».
Durante la Segunda Guerra Mundial, bajo la ocupación nazi, las filiales de Bratniak operaban en las universidades clandestinas polacas.

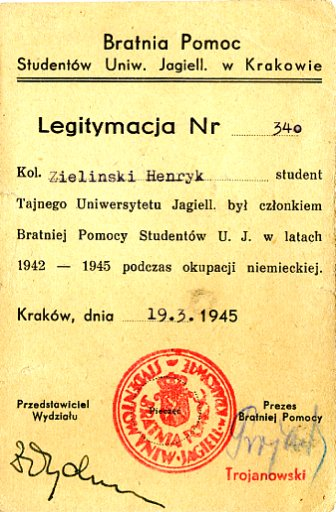
Documento de pertenencia a Bratnia Pomoc en la Universidad Jagellónica durante la ocupación nazi de Polonia.

Tras la guerra, Ayuda Fraternal siguió existiendo hasta principios de los 50, cuando primero fue politizada y posteriormente disuelta y reemplazada por la Asociación de Estudiantes Polacos (Zrzeszenie Studentów Polskich), de ideología comunista. Bratnia Pomoc fue recreada en su forma tradicional y no comunista después de 1989.